# John Cashmore Ltd

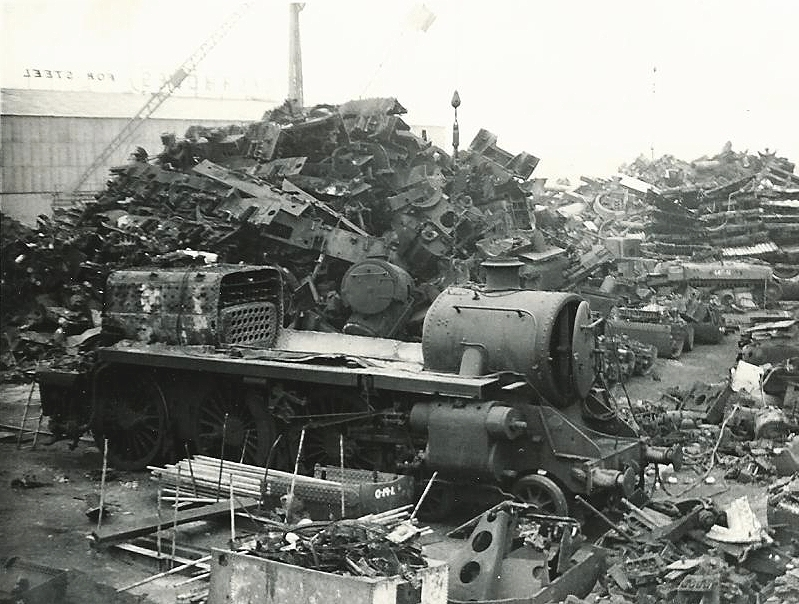
Locomotive en cours de ferraillage chez John Cashmore Ltd

John Cashmore Ltd (également connue sous le nom de J Cashmore, ou simplement sous le nom de Cashmore ou d'autres dérivations) était une société opérant principalement à Newport dans le Monmouthshire, au Pays de Galles. Il est devenu surtout connu pour la démolition de navires et la mise au rebut de locomotives ferroviaires britanniques.

## Histoire
La société a été fondée en 1872 par un membre de la famille Cashmore à Horseley Heath dans le Staffordshire. Tandis que finalement la grande partie de l'entreprise était à Newport, avec une adresse commerciale au Old Town Dock, le siège social était à Great Bridge, Tipton,. La mise au rebut des locomotives à vapeur des LMR, ER et WR a également eu lieu à Gold's Hill, Great Bridge.
L'entreprise de démolition de navires a été fermée en octobre 1976 et l'entreprise restante a été incorporée au groupe Gynwed.

## Démolition de navires
Il dirigeait une entreprise de démolition de navires sur les rives de la rivière Usk, qui avait une marée très haute permettant de déplacer de gros navires en amont. Il a démoli de nombreux anciens navires de la Royal Navy, notamment:
- HMS Bruizer (Destroyer - 1914)
- HMS Lurcher (Destroyer - 1922)
- HMS E27 (Sous-marin - 1922)
- HMS E33 (Sous-marin - 1922)
- HMS G5 (Sous-marin - 1922)
- HMS Nautilus (Sous-marin - 1922)
- HMS Inconstant (Croiseur léger - 1922)
- HMS Undaunted (Croiseur léger - 1923)
- HMS Gibraltar (1923)
- HMS Cordelia (Croiseur léger - 1923)
- HMS Collingwood (Dreadnought - 1923)
- HMS H21 (Sous-marin - 1926)
- HMS K2 (Sous-marin - 1926)
- HMS K6 (Sous-marin - 1926)
- HMS Cheltenham (1927)
- HMS Tower (Destroyer - 1928)
- HMS E48 (Sous-marin - 1928)
- HMS G4 (Sous-marin - 1928)
- HMS H30 (Sous-marin - 1935)
- HMS Caterham (Dragueur de mines - 1935)
- HMS Bryony (Sloop - 1938)
- HMS Unswerving (Sous-marin - 1946)
- HMS Trident (Sous-marin - 1946)
- HMS Enterprise (Croiseur léger - 1946)
- HMS Convolvulus (1947)
- HMS Cyclops (1947)
- HMS Colombo (1948)
- HMS Lookout (1948)
- HMS Delhi (1948)
- HMS Frobisher (1949)
- HMS Ajax (1949)
- HMS Leamington (1951)
- HMS Devonshire (1954)
- HMS Magicienne (1956)
- HMS Cattistock (Destroyer - 1957)
- HMS Start Bay (1958)
- HMS Cleopatra (1958)
- HMS Zebra (1959)
- HMS Cockade (1964)
- HMS Undine (1965)
- HMS Ursa (1967)
- HMS Carysfort (1970)
- HMS Troubridge (1970)
- HMS Acheron (Sous-marin - 1971)
- HMS Verulam (1972)

### Navires civils
- MV Reina del Pacifico (1958)
- PS Cardiff Queen (1968)